# Gyula Benczúr

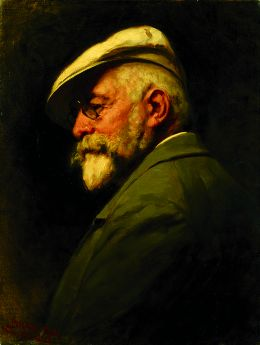
Gyula Benczúr Selbstporträt 1917, Uffizien

Gyula Benczúr [ˈɟulɒ ˈbɛntsuːr] (* 28. Januar 1844 in Nyíregyháza; † 16. Juli 1920 in Dolány, heute Szécsény) war ein ungarischer Maler.

## Leben
Benczúr wurde 1844 als zweites von sieben Kindern eines Apothekers geboren. 1848 siedelte die Familie nach Kaschau (heute Košice/Slowakei) über. Dort erhielt Benczúr Zeichenunterricht bei Franz Geyling sowie Ferenc und Béla Klimkovics. Nach ersten Studien ab 1861 an der Königlichen Akademie der Künste in München bei Hermann Anschütz und Johann Georg Hiltensperger studierte Benczúr zwischen 1865 und 1869 bei Carl Theodor von Piloty. Erste Erfolge als Maler feierte er, als er 1870 den ungarischen nationalen Wettbewerb für historische Bilder mit dem Bild Die Taufe Stefan des Heiligen (Vajk megkeresztelése) gewann. An der Kunstakademie in München nahm er 1876 eine Professur für Historienmalerei an. In München war er Mitglied der Künstlergesellschaft Allotria. Gyula Benczúr beteiligte sich an Pilotys Fresken für das Maximilianeum und das Rathaus in München und illustrierte Werke von Friedrich Schiller. Auch Bayerns König Ludwig II. beauftragte ihn mit Arbeiten im Schloss Herrenchiemsee. 1883 wurde er als Direktor der neu gegründeten Meisterschule nach Budapest berufen wurde. 
Er malte Porträts von Königen und Aristokraten sowie monumentale historische Gemälde. Weiterhin malte er Altarbilder für den Stephansdom in Budapest und für die Hunyadi-Halle des königlichen Palastes von Buda. Ferner malte er oft mythologische Themen.
Zu seinen Schülern zählte u. a. der Annaberger Maler Rudolf Köselitz, der jüngere Bruder vom Nietzsche-Jünger Peter Gast.
Am 16. April 1873 heiratete er Caroline Max, die Schwester von Gabriel von Max, mit dem er befreundet war. Das Paar hatte drei Töchter und einen Sohn, die alle in München geboren wurden. Seine Tochter Ida Benczúr wurde ebenfalls Malerin. Nach dem Tod Carolines 1890 heiratete er Piroska Ürmössy Boldizsár, für die er das Ungarische Tor vor seiner Villa in Ambach (Münsing) errichten ließ. Die Villa hatte er nach Plänen seines Bruders Béla Benczúr in Ambach, am Ostufer des Starnberger Sees bauen lassen. Dort verbrachte er gerne mit seiner Familie die Sommerfrische. 1918 verkaufte der die Villa in Ambach an Waldemar Bonsels.

## Galerie

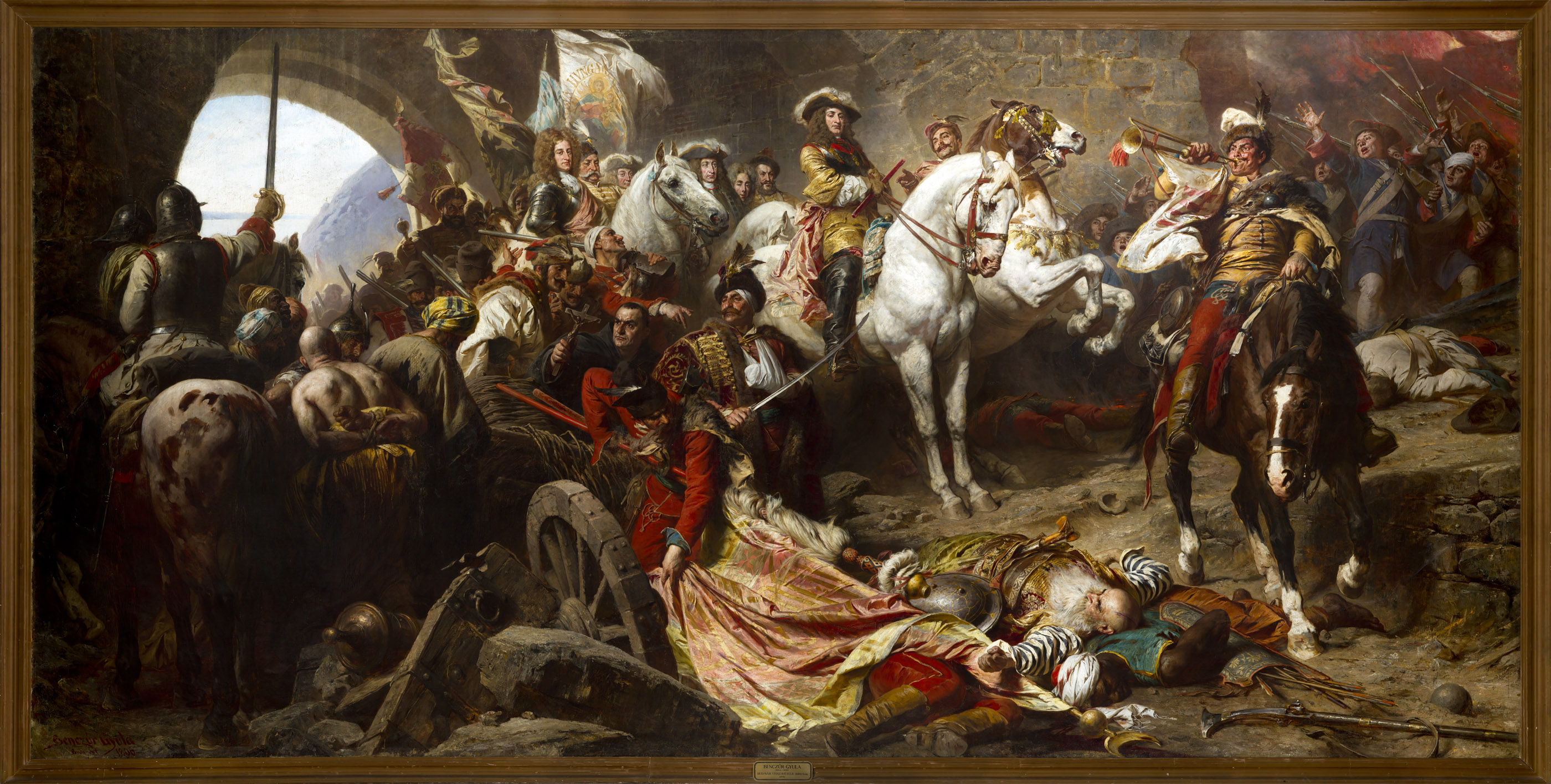
Die Belagerung von Buda (1686)
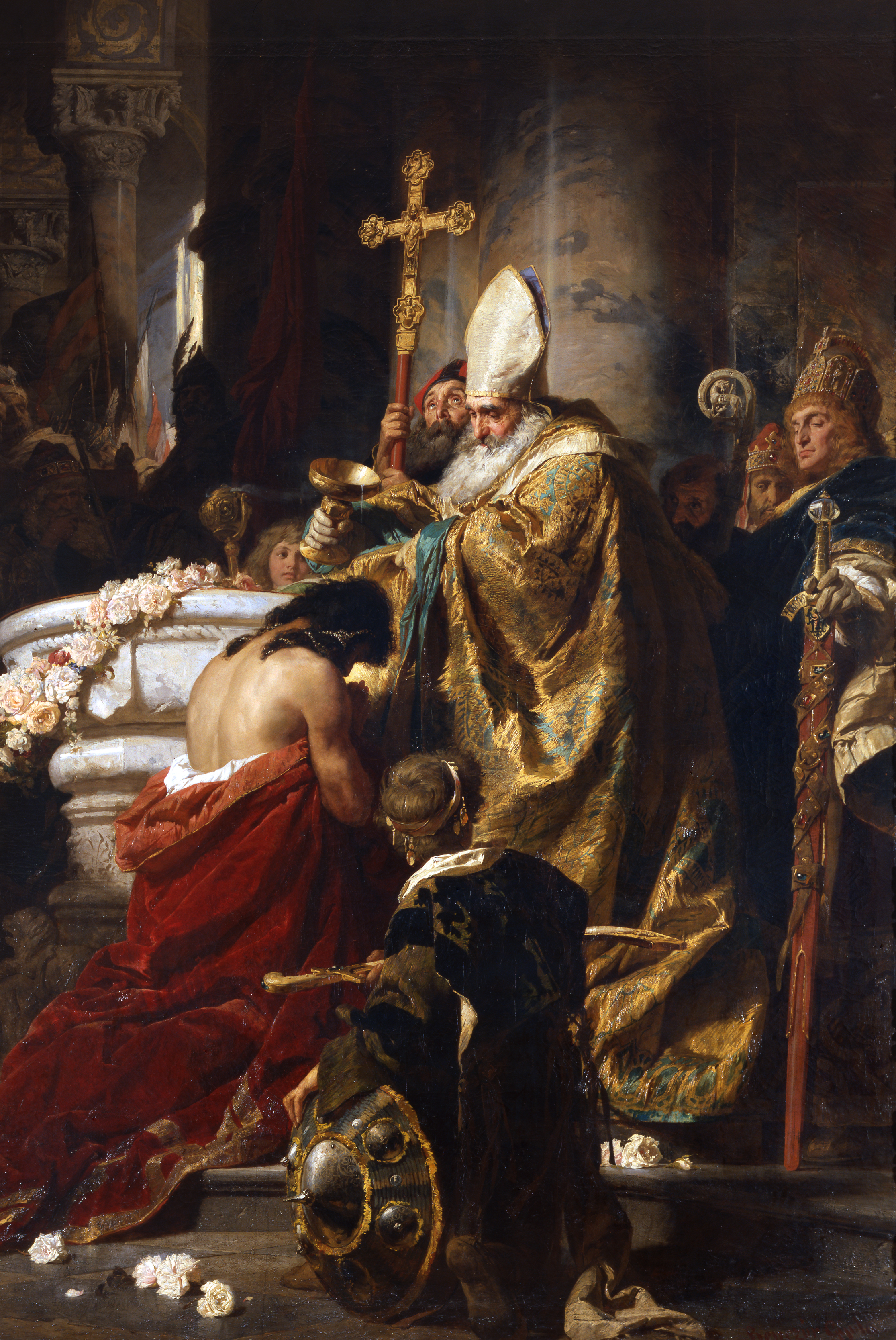
Die Taufe des Vajk (Stephan I. (Ungarn))
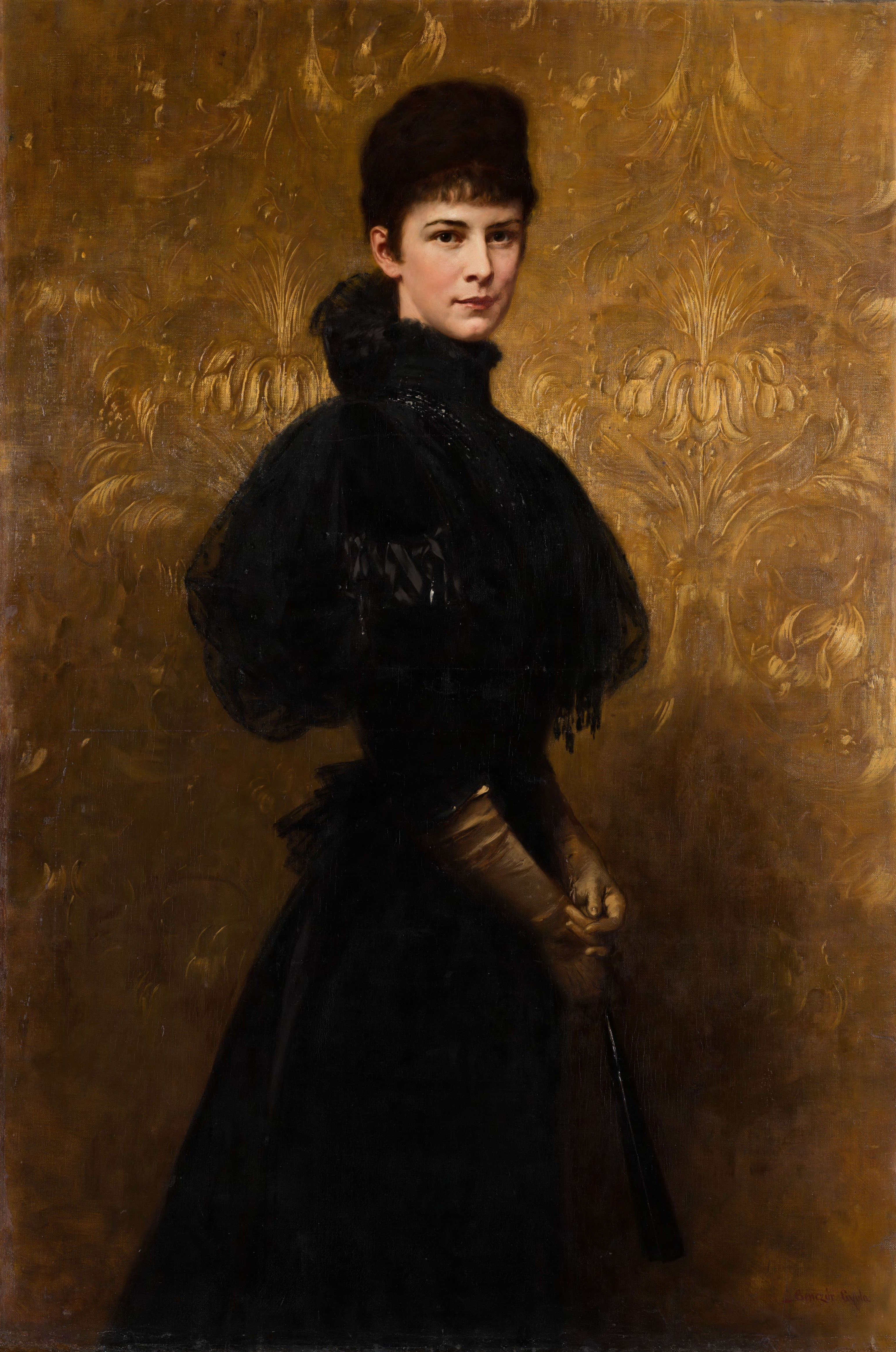
Elisabeth von Österreich-Ungarn
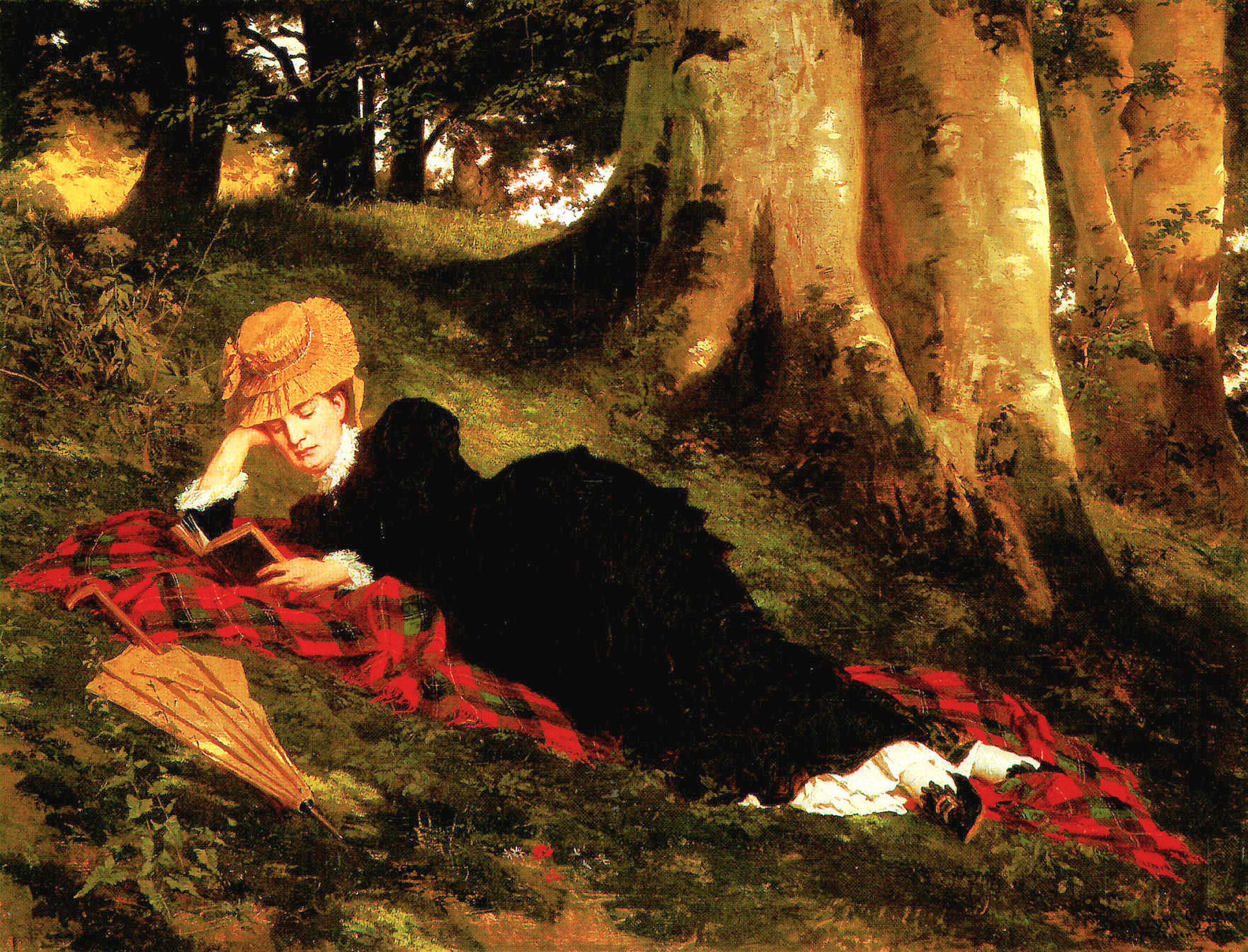
Leserin im Wald
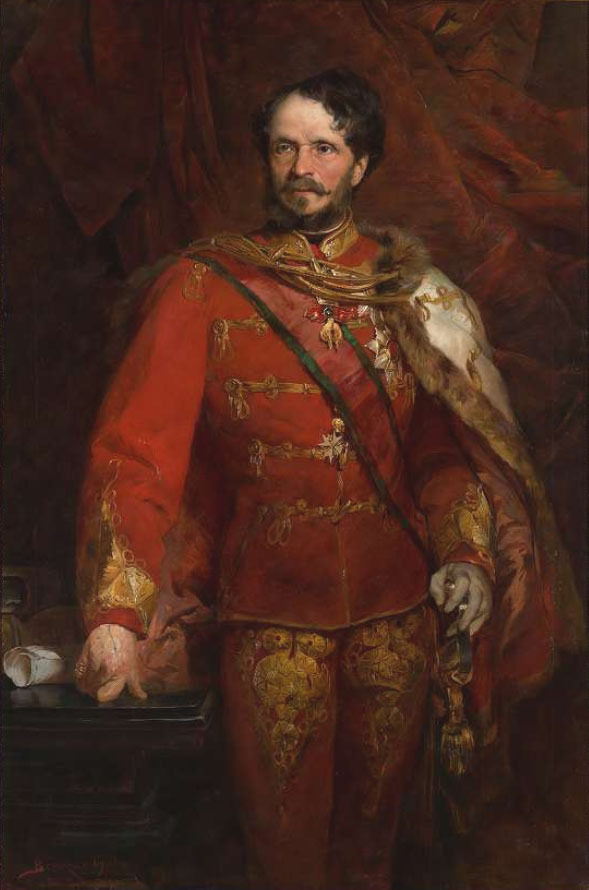
Graf Gyula Andrássy
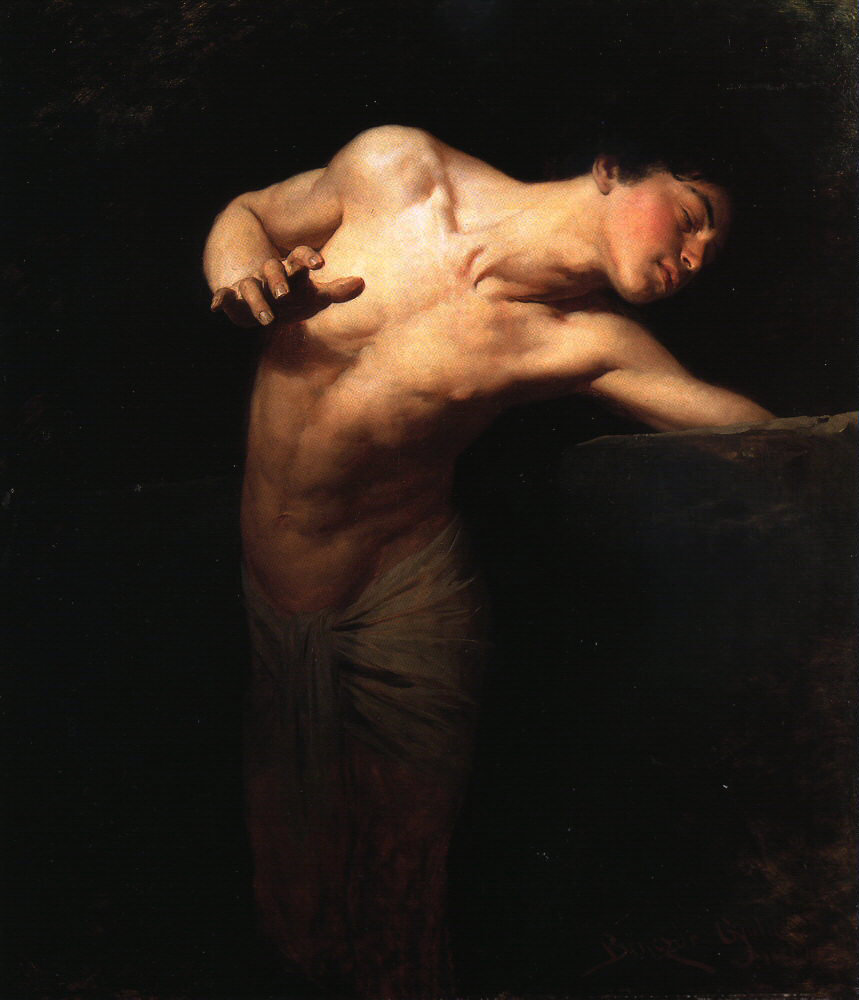
Narziss
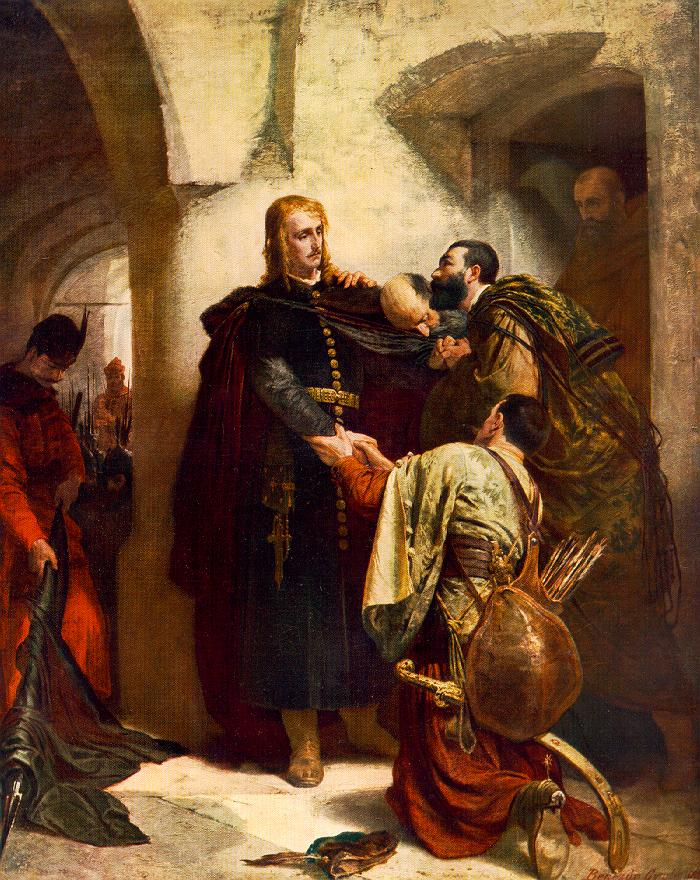
Der Abschied von Ladislaus Hunyadi
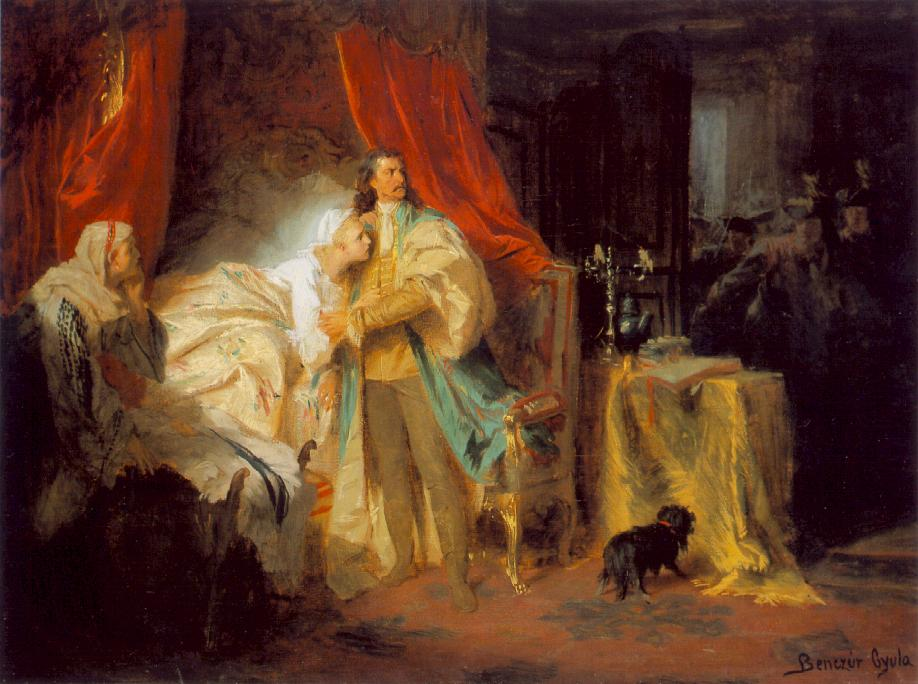
Die Festnahme von Franz II. Rákóczi